# Gegantons de motxilla del Mercat de Sant Antoni
Els Gegantons de motxilla del Mercat de Sant Antoni són quatre figures que formen una comparsa inseparable i que representen oficis relacionats amb el Mercat de Sant Antoni. La Rosa és una peixatera, amb un cistell carregat de peix; en Sisquet és un mosso de càrrega; en Mingo, un cansalader, amb un ganivet a la mà i un rast de botifarres penjat del coll; i l'Amador representa un llibreter de vell com els que encara munten parada cada diumenge.
De primer, només n'hi havia tres, de gegantons: en Mingo la Rosa i el Sisquet. Els va construir el mestre imatger Domènec Umbert i s'estrenaren el 1982, amb motiu del centenari del mercat. El 1988 s'hi va afegir l'Amador, construït a partir d'un capgròs de la botiga barcelonina El Ingenio que originàriament representava al personatge de Geppetto del conte Pinotxo.
Els gegantons del Mercat de Sant Antoni tenen una música pròpia, que ballen amb la coreografia d'Anna Cercós, Marta Cercós i Lídia Tuset. I, juntament amb els gegants Tonet i Rita, són protagonistes de la festa del Barri de Sant Antoni, que se celebra al voltant del 17 de gener. També es deixen veure en més trobades i cercaviles de la ciutat, sempre portats pels més joves de la colla gegantera del barri.